# Oratorio di San Daniele
L'oratorio di San Daniele è un edificio religioso ubicato a Bagnoletto, località del comune Bagnoli di Sopra in provincia e diocesi di Padova, sulla strada che collega il centro della bassa padovana a Tribano.
L'oratorio viene ricordato soprattutto perché fu il luogo in cui la famiglia Widmann, proprietaria dell'edificio, fece seppellire uno degli ultimi eredi, Francesco, nel 1825.

## Storia

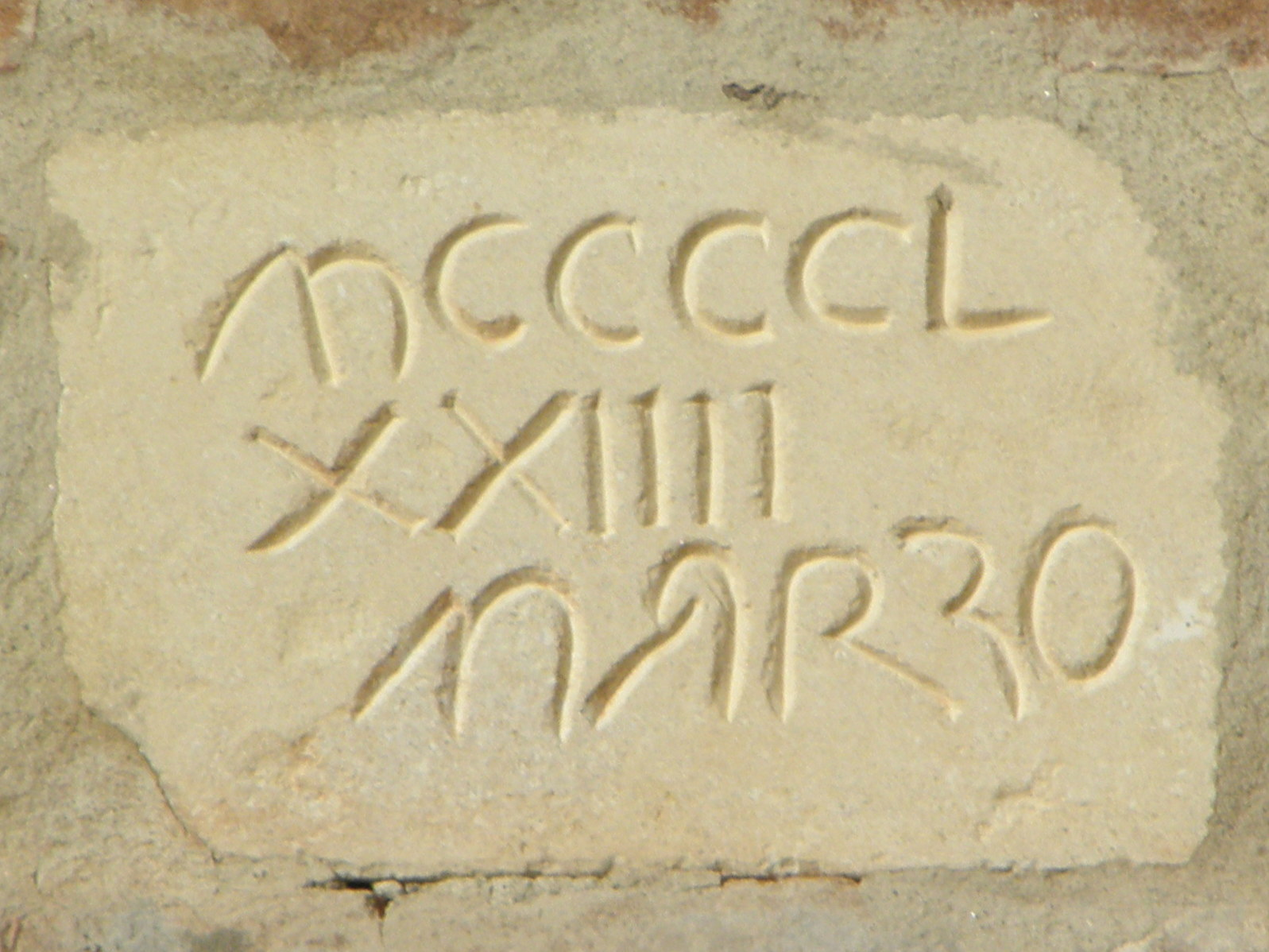
La piccola lapide posta sopra l'ingresso laterale che riporta una data di restaurazione: MCCCCLXXIIII Martii (1474 marzo).

Nel XV secolo, i monaci dell'ordine dei canonici regolari di Santo Spirito di Venezia, costretti a lasciare Brondolo a causa della soppressione della comunità in quella località, decisero di stabilirsi nel villaggio di Bagnolo de supra, l'antico nome dell'originale nucleo abitato di Bagnoli di Sopra, sito a ovest rispetto al centro dell'attuale sede municipale che per distinguerla ha preso il nome di Bagnoletto.
Per soddisfare le esigenze di culto della comunità fecero erigere dalle maestranze locali una chiesa, com'era consuetudine per gli edifici religiosi di quel periodo, con la pianta orientata est-ovest e dedicata al martire padovano san Daniele., completata, come si legge in un'iscrizione posta sopra l'ingresso laterale secondario, nel marzo 1474. La comunità religiosa venne in seguito elevata a parrocchia così come la chiesa che assunse il titolo di parrocchiale.
L'edificio, che conserva l'originaria impostazione romanica, perse importanza dopo la costruzione della chiesa di San Michele Arcangelo, nella seconda metà del XVII secolo, declassato a oratorio, venendo nel tempo abbandonato all'incuria del tempo fino alla sconsacrazione avvenuta nel 1923.
Oramai decadente, all'inizio del XXI secolo è stato oggetto di un restauro conservativo che l'ha riportata all'aspetto originale, con l'edificio completamente ristrutturato e riaperto al culto dal 2015.

## Descrizione

### Esterno
L'edificio ripropone l'impostazione classica del tempo nella costruzione di edifici destinati al culto, pianta a navata unica e copertura a capanna, di gusto romanico impreziosito da archetti pensili, con orientamento, anche questo tipico per l'epoca, con facciata posta a ovest. L'interno è accessibile tramite un semplice portale sulla facciata principale e uno minore posto sul lato destro, nei pressi del campanile, anch'esso romanico e a pianta quadrata, che - come si nota dalla presenza di aperture murate - fu rialzato nel tempo spostando più in alto la cella campanaria. Tutta la struttura è in muratura a mattoni faccia a vista.
La facciata è impreziosita da modanature e cornici.

### Interno

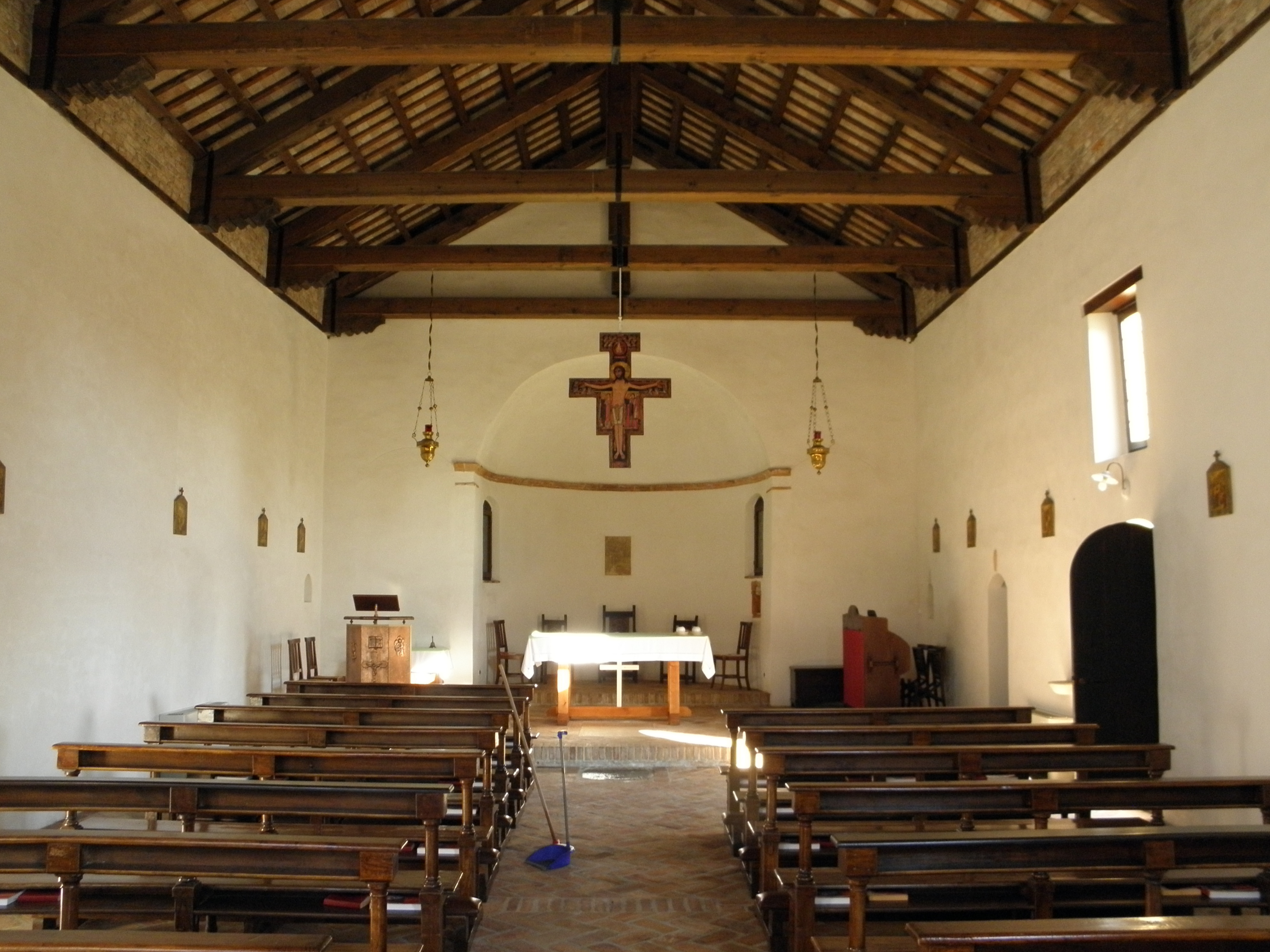
L'interno.

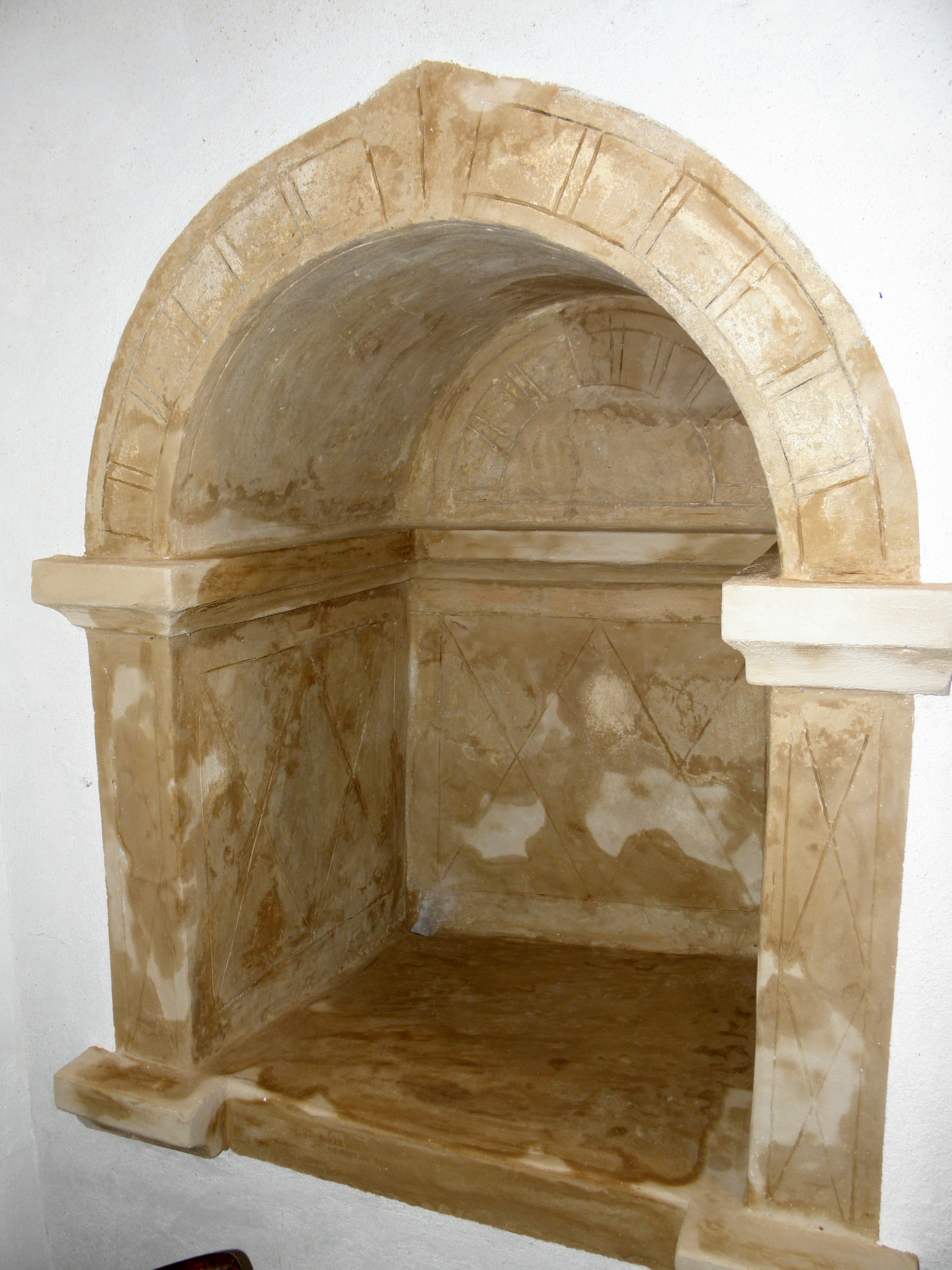
L'insolito fonte battesimale.

I recenti lavori di ristrutturazione hanno rimosso i due altari laterali che, non essendo ricavati nella pianta delle cappelle laterali, invadevano l'interno riducendo la capacità di fedeli.
Tra le particolarità scoperte durante il recupero della struttura è l'insolito fonte battesimale ricavato in una nicchia della sagrestìa, integrata nella struttura addossata al campanile.